# Station Barrow Haven
Barrow Haven is een spoorwegstation in Engeland. 